# Paro Nacional de Ecuador de 2022
Las manifestaciones en Ecuador de 2022, también conocidas como Paro Nacional en Ecuador de 2022, fueron una ola de movilizaciones a nivel nacional realizadas del 13 al 30 de junio de 2022, convocadas por varias organizaciones sociales, principalmente por la Confederación de Nacionalidades Indígenas del Ecuador (Conaie), en oposición a las políticas del gobierno de Guillermo Lasso.
Las movilizaciones se produjeron tras el primer año de gobierno de Lasso, tiempo en el cual se incrementó considerablemente el precio de los combustibles y la canasta básica familiar; además de agudizarse la crisis de seguridad que azota al país desde el gobierno de Lenín Moreno. Así también, se destaca el desabastecimiento y la inoperatividad del sistema de salud pública.
Guillermo Lasso denunció la existencia de un «golpe de estado» detrás de las protestas luego de que se planteara la posibilidad de iniciar el proceso de destitución del mandatario en la Asamblea Nacional. Según afirma, se han infiltrado supuestos grupos de vándalos que «buscan desestabilizar la democracia sembrando el terror». El presidente de la Comisión de Fiscalización de la Asamblea, Fernando Villavicencio, realizó una denuncia penal por «rebelión y terrorismo» ante la fiscal general Diana Salazar por hechos ocurridos durante el paro nacional.
El 30 de junio, tras 18 días de movilizaciones, las organizaciones indígenas y el gobierno lograron un acuerdo con la mediación de la Conferencia Episcopal Ecuatoriana. Las partes firmaron un «Acta por la paz», en el que se establecieron los consensos y compromisos alcanzados: el Ejecutivo aceptó a reducir el precio del combustible, derogar el decreto ejecutivo 95, relacionado con política petrolera, y reformar el decreto 151 para prohibir la actividad minera en áreas protegidas: por su parte, las organizaciones indígenas declararon el cese de las movilizaciones. Además, los acuerdos establecieron una mesa de diálogo de 90 días. Leonidas Iza dijo que en caso de que no se cumplieran los puntos, las comunidades indígenas volverían a manifestarse.

## Antecedentes
Guillermo Lasso asumió la presidencia el 24 de mayo de 2021, tras su triunfo en las elecciones presidenciales de 2021, representando a la alianza CREO-PSC. Durante la campaña electoral, presentó un plan de gobierno centrado en la generación de empleo, prometiendo que a través de la apertura del mercado y relajamiento de las contrataciones se logrará crear 2 millones de nuevas plazas de trabajo en el país, potenciar la inversión extranjera, liberalización económica, mayor asociación entre el sector público y el privado, reactivación económica a través de la reducción de impuestos, implementación de zonas francas, concesionar la gestión de las empresas públicas al sector privado, lucha contra la corrupción y garantizar un mejor servicio de salud pública coordinado por su candidato vicepresidencial Alfredo Borrero a través de la concesión de estos servicios al sector privado. Durante su gobierno se ha producido un incremento del índice de homicidios.
El gobierno de Lasso y la Confederación de Nacionalidades Indígenas del Ecuador (Conaie) mantuvieron una primera reunión en junio de 2021. En dicho encuentro, la organización indígena entregó al viceministro de Gobierno, Homero Castanier, una lista de propuestas, entre las que estaba presente el congelamiento del precio de los combustibles; por su parte, el Gobierno proponía la focalización de subsidios (algo que hasta el momento no se ha concretado). Tras casi dos meses de espera, sin recibir respuesta alguna, el 4 de agosto de 2021, el presidente de la Conaie, Leonidas Iza, mendiante una rueda de prensa, insistió al gobierno para que atienda sus peticiones. Es así que se dio un segundo encuentro entre el Gobierno y el movimiento indígena el 20 de agosto, aunque sin mayores resultados.
A pesar las promesas de campaña, el PIB del año 2021, registró un incremento de apenas 4,2 %, una cifra menor a la mayoría de países en Latinoamérica, con menos de dos puntos porcentuales por debajo del promedio en dicha región. Además que para el 2022, la Comisión Económica para América Latina y el Caribe (CEPAL) estima un crecimiento de la economía ecuatoriana de solo 2,7% Es así que el índice de pobreza en el país subió del 27,7% en diciembre de 2021, al 29,7% en mayo de 2022. A este indicador se suma el incremento del costo de la canasta básica famililar a 735,15 USD, el valor más alto de la historia, mientras el salario básico unificado es de apenas 425 USD; por lo que la CEPAL pronostica un crecimiento aún mayor de los niveles de pobreza en Ecuador.
Para cumplir con el acuerdo con el Fondo Monetario Internacional, Lasso aplicó un programa de reforma estructural que incluyó:
- Aprobación de una ley de desarrollo económico que incluía más impuestos.
- Reducción del gasto público.
- Crecimiento de las reservas internacionales.
- Disminución de actividades del Estado.

En compensación, Lasso incrementó el salario básico y congeló el precio de gasolina y diésel. 
El 1 de junio de 2022, la Asamblea Nacional convocó al presidente del Consejo Directivo del IESS; Francisco Cepeda; a la ministra de salud, Ximena Garzón, y al ministro de economía y finanzas, Simón Cueva, después de despidos masivos de personal sanitario y de denuncias de profesionales de salud sobre el estado de quirófanos y escasez de insumos. La misma semana, la ministra Garzón se reunió con la Federación Médica Ecuatoriana; como parte de los acuerdos se anunció la conformación de una veeduría ciudadana.

## Acontecimientos

### 13 de junio
Previa convocatoria de la Conaie, el paro nacional se inició a la medianoche del 13 de junio de 2022, con el bloqueo de varias carreteras interprovinciales, principalmente en la región amazónica. Para la mañana, más vías en varias provincias del país se habían bloqueado, uniéndose a la paralización varias organizaciones sociales y sindicales, destacándose los agricultores bananeros. Como medida preventiva, muchas universidades suspendieron sus actividades presenciales, no obstante, el Ministerio de Educación mantuvo la asistencia normal a clases para unidades educativas de primaria y secundaria. Los bloqueos viales limitaron el transporte a nivel nacional, reflejándose esto en la suspensión parcial del transporte interprovincial en varias terminales terrestres del país.
La Conaie expuso 10 peticiones al gobierno de Lasso para mejorar la situación nacional, mientras la Coordinadora Nacional Popular por la Revocatoria realizó un plantón en los exteriores del Consejo Nacional Electoral, denunciando que el consejero del CNE, Enrique Pita, no proporciona los formularios para continuar con el proceso de revocatoria presidencial. Durante la jornada se realizaron varias movilizaciones a nivel nacional en las principales ciudades del país, destacándose la de los estudiantes del Instituto Nacional Mejía, la Universidad Central del Ecuador en Quito y los estudiantes de la Universidad de Cuenca en la urbe homónima.

### 14 de junio

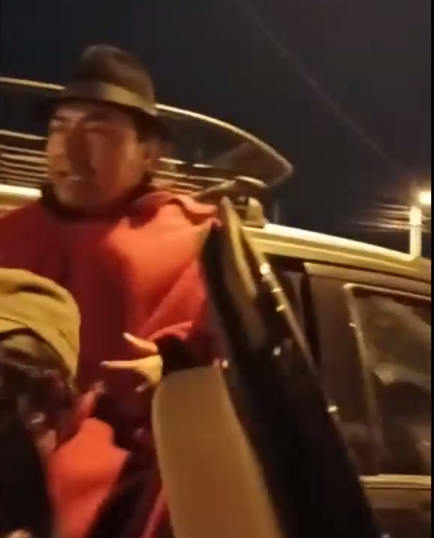
Momento en el que Leonidas Iza es detenido.

En horas de la madrugada, fue detenido en Pastocalle, Cantón Latacunga, el presidente de la Conaie, Leonidas Iza, por agentes de la Policía Nacional. No obstante, aquella acción estuvo llena de polémicas, debido a que las autoridades no habrían seguido los protocolos legales durante la detención de Iza: en primer lugar, al momento de la aprehensión, no se habría realizado la lectura de derechos del detenido. Posteriormente, Iza fue trasladado a Quito, donde permaneció ocho horas en la Unidad de Flagrancia, pero sin haber sido puesto a las órdenes de la Fiscalía General del Estado, cuya titular, Diana Salazar Méndez, aseguró haberse enterado de la detención de Iza solamente a través de las redes sociales; dicha institución haría una publicación en la que afirmaba que Iza no había sido puesto a órdenes de dicha institución, además de tampoco haber recibido el parte policial. Tras esto, Iza fue trasladado esta vez a Latacunga, y se lo mantuvo recluido en la Base Aérea de dicha ciudad, asistiendo por videoconferencia a la audiencia en la que finalmente fue ordenada la libertad del líder indígena, imponiéndosele medidas sustitutivas. Apenas se supo del traslado de Iza a Latacunga, cientos de personas, principalmente pertenecientes al Movimiento Indígena y Campesino de Cotopaxi, se movilizaron a la sede de la Fiscalía Provincial de Cotopaxi, para exigir la liberación de Iza.
El Ministro del Interior afirmó que la detención fue «en flagrancia obstruyendo la vía Panamericana E35».  La Policía Nacional aseguró que se le leyeron, a Iza, sus derechos en quichua y español, y se encontraba a la espera de la audiencia de calificación de flagrancia, por presunta rebelión y paralización de servicios públicos. Durante la audiencia de flagrancia la Jueza escuchó los alegatos y declaró: «la legalidad de la detención del líder indígena y calificó la flagrancia». Tras esto, la fiscal del caso formuló cargos contra Iza como autor mediato, por el supuesto delito de paralización de servicios públicos. Leonidas Iza quedó en libertad por las medidas sustitutivas, de presentación periódica y prohibición de salida del país, otorgadas por la jueza Bedón. La defensa de Iza presentó una acción de habeas corpus, ante un juez de Latacunga, pero fue rechazada por las medidas otorgadas en la audiencia de flagrancia.
Por su parte, el Municipio de Guayaquil desplazó 16 volquetas a los cinco puentes de acceso a la urbe, «para bloquear, en caso de que se necesite, a manifestantes de otras zonas del país», a pesar de no haber mayores incidencias en dicha ciudad.

### 15 de junio

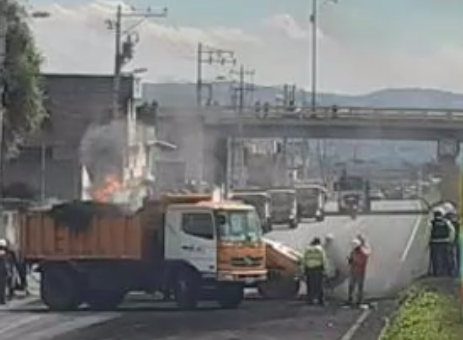
Cierre vial de la Carretera Panamericana.

Tras la intensa jornada del día anterior, el Ministerio de Educación decidió suspender las clases presenciales en varios cantones de Pichincha, Cotopaxi, Bolívar y Pastaza, pasando a clases virtuales. En varias provincias del país, se incrementaron los cierres viales, principalmente en la región interandina, por lo que el transporte interprovincial suspendió su operación en gran parte del territorio nacional.
Durante la tarde empezaron a llegar en caravana miles de manifestantes, provenientes de sectores rurales, principalmente de Cotopaxi, al sur de Quito. Los manifestantes avanzaron hasta el sector de la Villaflora, siendo impedidos de llegar al centro de la ciudad por la fuerza pública; los manifestantes se dedicaron entonces a recorrer nuevamente el sur de la urbe capitalina, esta vez en sentido contrario, retornando nuevamente al extremo sur de la ciudad y replegándose en Cutuglahua. En esta jornada, una facción del gremio de transporte pesado se unió al paro nacional, participando varios de los cierres viales; se destacaron los transportistas de Tungurahua, los cuales al aterecer se unieron al bloqueo de la entrada oriental a Ambato, realizado por el Movimiento Indígena de Tungurahua. En Cuenca, se viralizaron varios videos por redes sociales en los que se muestra como un grupo de motorizados de la policía persiguen a estudiantes en los exteriores de la Universidad de Cuenca; inclusive hubo universitarios que se lanzaron al río Tomebamba para escapar.

### 16 de junio

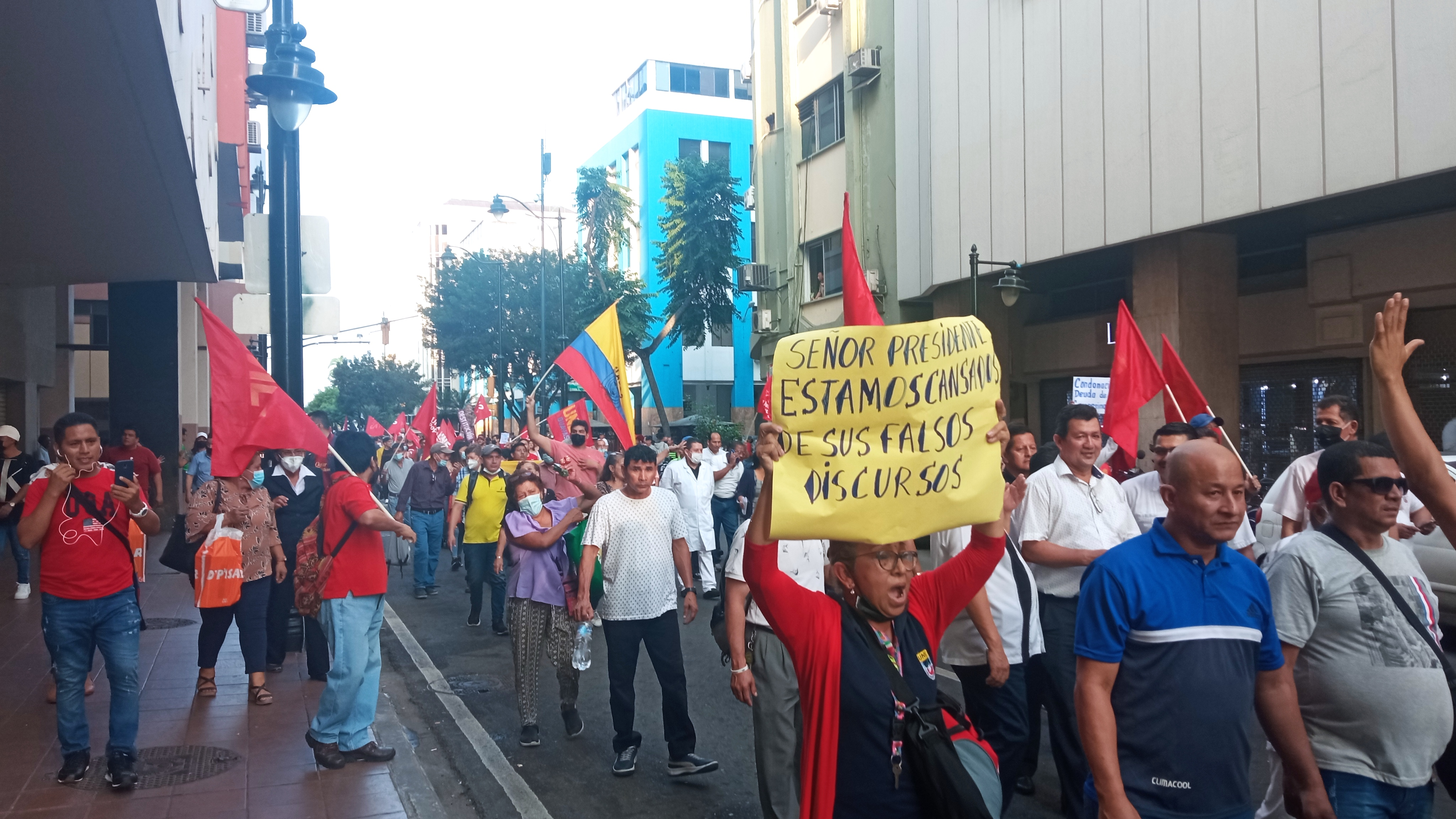
Manifestantes en Guayaquil.

La paralización vial provocó desabastecimiento de varias ciudades del país: es así que Cuenca, Quito, Latacunga, Ambato, Tulcán, Ibarra, Riobamba, y muchas otras urbes, principalmente de la sierra y la amazonía presentaron una escasez de gas. El Mercado Mayorista de Quito amaneció cerrado, al igual que el Mercado de San Roque (los dos mercados más grandes de la capital); sin embargo, tras la intervención policial, ambos centros de abasto fueron abiertos, no obstante, la falta de productos impidió su pleno funcionamiento.
En esta jornada se sumaron al paro varios taxistas y transportistas escolares, los mismos que realizaron una manifestación al mediodía, mediante una caravana en el sector del parque El Arbolito. También en Cuenca hubo movilizaciones de estos gremios, mientras en Loja, las vías de acceso a la ciudad fueron bloqueadas por miembros de la Unión Lojana de Transporte Interprovincial e Intracantonal de Pasajeros, así como también del gremio de carga pesada, adhiriéndose estas organizaciones al paro, suspendiendo sus servicios a las 17h00. En cuanto a la movilidad, los bloqueos viales se mantuvieron, por lo que finalmente tuvieron que cerrar por completo las operaciones en los terminales terrestres de la capital. El movimiento indígena realizó marchas en diversas capitales provinciales, como Ibarra, Riobamba, Guaranda y Puyo. Dichas manifestaciones se realizaron de manera pacífica, en las que los manifestantes presentaron sus peticiones a la gobernación de su provincia, a excepción de Guaranda y Riobamba: en la capital bolivarense donde el gobernador habría abandonado el lugar, y dado aquello, los manifestantes se tomaron la Gobernación de Bolívar; mientras en Riobamba, hubo enfrentamientos entre manifestantes y policías.
Otras organizaciones sociales también marcharon en esta jornada, destacándose las movilizaciones realizadas en Quito y Cuenca. En la capital, los protagonistas fueron varias organizaciones sociales, sindicatos, estudiantes, médicos y maestros que se movilizaron rumbo al centro histórico de la urbe; en dicha manifestación se registraron incidentes, tras la aparición de personajes encapuchados que tuvieron un altercado con un grupo de policías, lo que originó enfrentamientos y desmanes. Por su parte, en Cuenca, los protagonistas de la movilización fueron estudiantes y profesores de la UCUENCA, quienes marcharon rumbo a la gobernación, de forma pacífica.

### 17 de junio

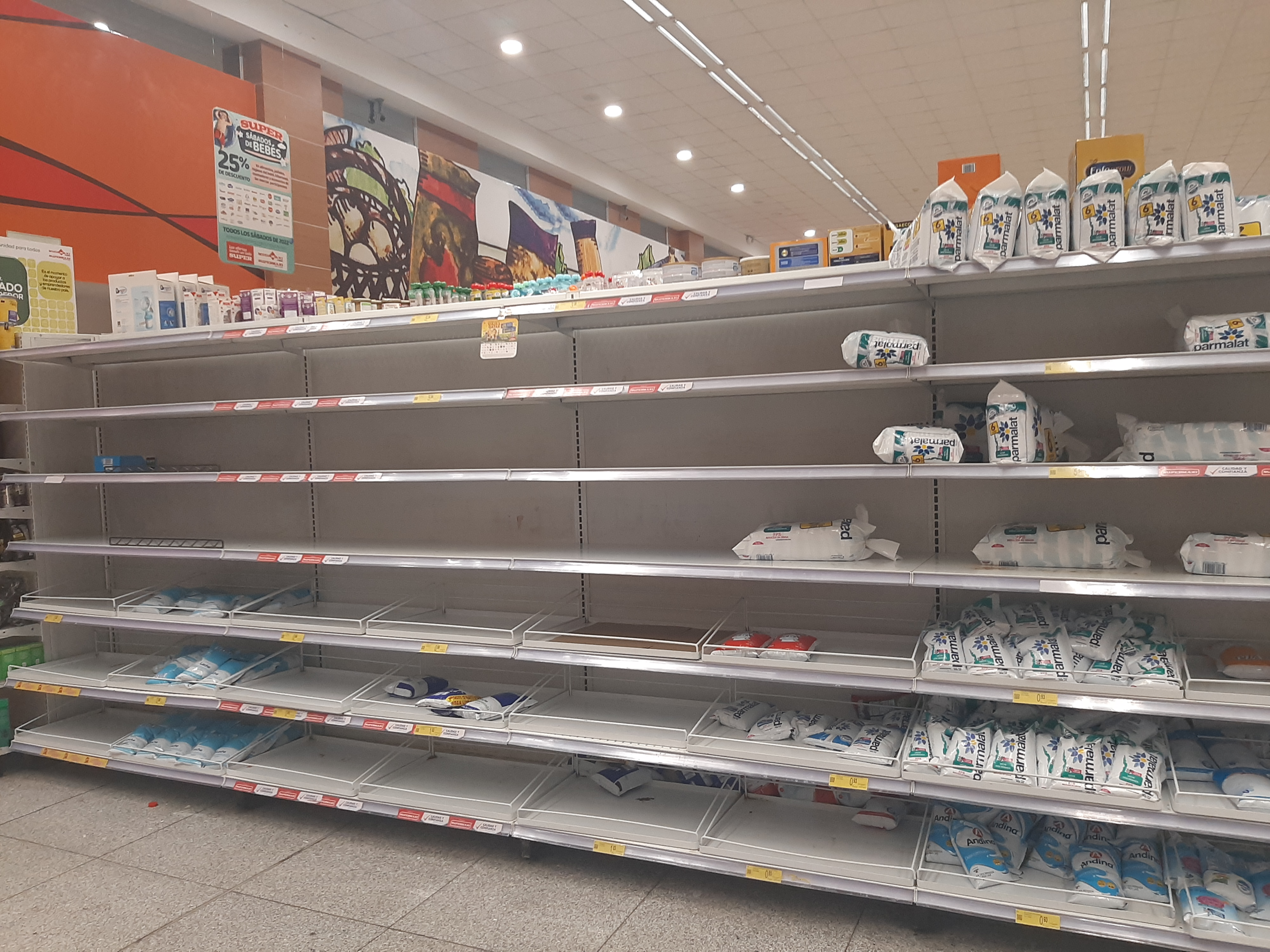
Desabastecimiento en un supermercado debido a los bloqueos viales.

Ante la intensificación de las manifestaciones, el Ministerio de Educación amplió la suspensión a 30 cantones, siendo para ese entonces 9 provincias donde las clases pasaron a ser virtuales. La quinta jornada del paro inició con una declaración de Leonidas Iza, presidente de la Conaie, en las que dio a conocer sobre las decisiones tomadas dentro del movimiento indígena en referencia a mantener el paro nacional, refutando las declaraciones del presidente Lasso emitidas la noche anterior; además de anunciar una movilización desde las comunidades indígenas hacia la capital, para sumarse a las manifestaciones que se realizan en Quito. También hizo un llamado a las organizaciones aliadas a que controlen los actos de violencia: «Debemos cerrar cualquier proceso de vandalismo. No aceptamos que la lucha que hemos llevado hasta ahora, absolutamente transparente, que se pretenda convertir en un acto delictivo».
En la mañana, manifestantes de la Confeniae se tomaron la Gobernación de Pastaza, en Puyo, sin mayores altercados; algo similar ocurrió en Macas, en donde los manifestantes indígenas rompieron el cerco policial y se tomaron la Gobernación de Morona Santiago. En Alluriquín, manifestantes lograron cerrar la vía Alóag-Santo Domingo, sin embargo, policías y militares desbloquearon la ruta en la tarde, enfrentándose a los manifestantes, con un saldo de tres detenidos.
Por su parte, el presidente Lasso mantuvo una reunión al mediodía con pequeñas organizaciones indígenas afines al gobierno, destacándose la Unión de Organizaciones Indígenas de Cotopaxi Residentes en Quito (Unoric). Dicha reunión fue considerada por la Fenocin, la Feine, la Fenoc y la FEI como una estrategia para dividir al sector indígena, con la colaboración del secretario de Pueblos y Nacionalidades del Gobierno, Luis Pachala. Además de ello, dichas organizaciones indígenas dieron 48 horas de plazo al gobierno para responder a sus reclamaciones, caso contrario, anunciaron unirse a la movilización que anunció la Conaie hacia la capital para el 20 de junio.
Por su parte, la Conaie presentó una denuncia en la fiscalía en contra del presidente Lasso y los ministros del Interior, Patricio Carrillo, y de Defensa, Luis Lara, por la detención de Leonidas Iza. Los principales conflictos de la jornada se dieron en la Provincia de Chimborazo, sobre todo en Riobamba, donde la represión policial dejó un saldo de 40 heridos, de los cuales, 12 presentaron heridas de gravedad, dos personas sufrieron traumatismos en la cabeza y ojos fruto del impacto de las bombas lacrimógenas y, una persona está en situación crítica, por lo que fue trasladado a Quito, sin embargo, falleció días más tarde. Asimismo, los manifestantes indígenas denunciaron detenciones arbitrarias realizadas durante los enfrentamientos en Riobamba y Alausí.
Tras los acontecimientos de esta jornada, en la noche, el presidente Lasso mediante cadena nacional anunció el estado de excepción en las provincias de Pichincha, Cotopaxi e Imbabura, autorizando a la fuerza pública el uso de fuerza letal, el establecimiento de restricciones del derecho a la información, además de aplicar un toque de queda en el Distrito Metropolitano de Quito.

### 18 de junio

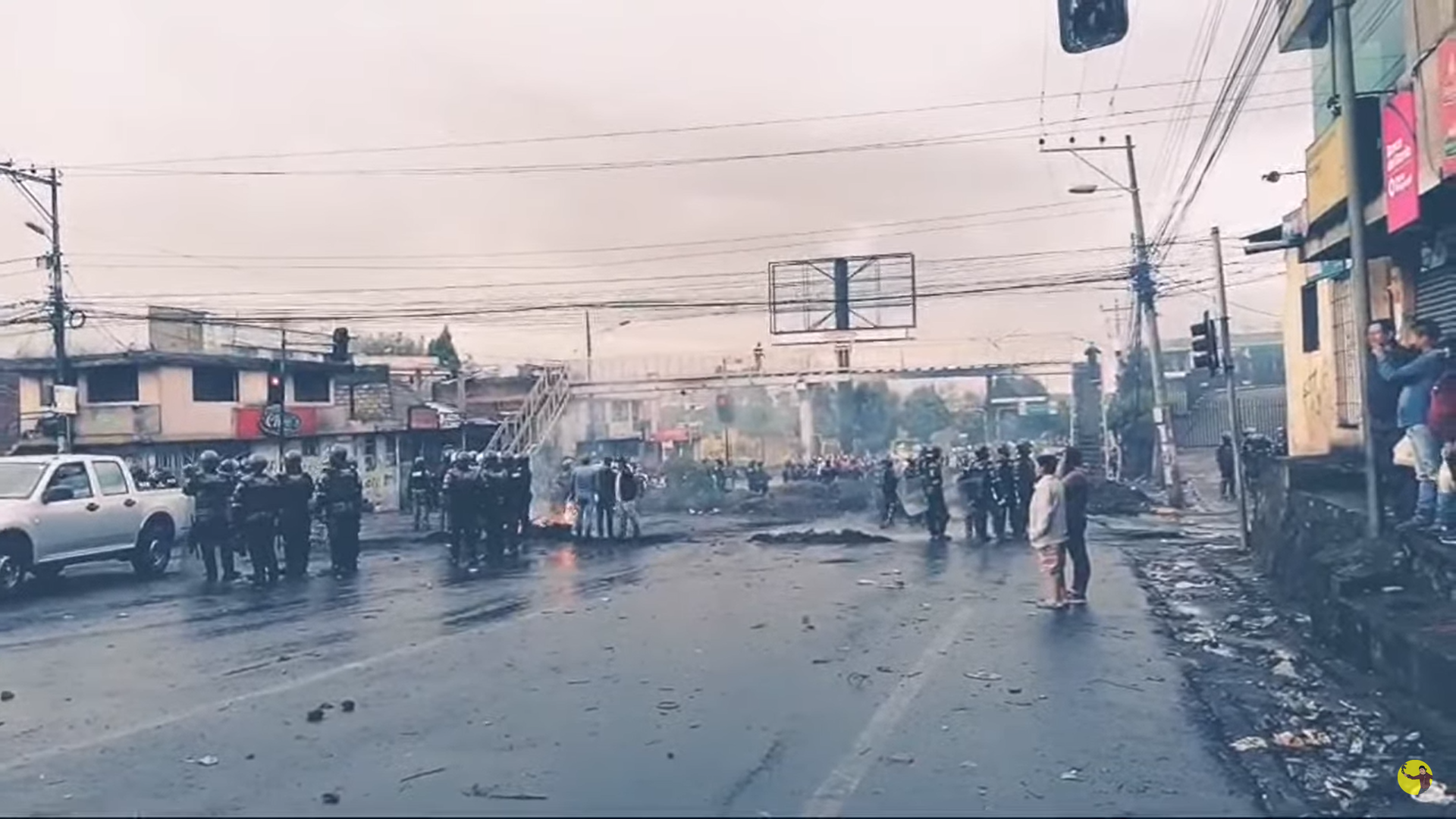
Cierre vial al sur de Quito.

Luego de una ola de críticas en redes sociales, el gobierno emitió oficialmente el estado de excepción, retractándose del establecimiento de restricciones a la información. Además, el gobierno mostró su respaldo y se sumó a la convocatoria a la «marcha por la paz», convocada por los sectores pudientes de la capital, en repudio a la Conaie, (a pesar a las restricciones del estado de excepción). En aquella manifestación, los asistentes se expresaron con consignas racistas, en contra de Leonidas Iza, presidente de la Conaie, y contra los pueblos y nacionalidades indígenas, llegando a agredir a las personas que transitaban por el lugar y se negaban a respaldarlos. Mientras tanto, en la Asamblea Nacional, varios legisladores propusieron revocar el decreto del estado de excepción y solicitaron al presidente de la Asamblea, Virgilio Saquicela, que convoque lo antes posible, a una sesión del Pleno para tratar este asunto. Saquicela emitió un comunicado, convocando que se ha acordado el lunes 20 de junio debatir sobre la solicitud planteada y que el martes 21 de junio iniciará el diálogo entre los representantes de la Conaie y el Gobierno Nacional; inmediatamente, el Alcalde Metropolitano de Quito, Santiago Guarderas se pronunció a través de un oficio dirigido a la Asamblea Nacional, rechazando un virtual levantamiento del estado de excepción por parte de la misma.
Durante esta jornada, el medio de comunicación digital, Radio La Calle, sufrió de ataques a su página web. Ante este hecho, el director del medio, Santiago Aguilar dijo que es el resultado «del ataque de un Gobierno que le molestan las voces disidentes». Además de aquello, en este día, también el presidente de la Conaie, Leonidas Iza, fue víctima de un atentado en la ciudad de Latacunga: el vehículo en que se ha movilizado durante el paro, recibió impactos de bala en la ventana del asiento del copiloto. Iza salió ileso del suceso, al no encontrarse en el vehículo al momento de ser impactado. En Riobamba, al caer la tarde, los manifestantes indígenas se tomaron la Gobernación de Chimborazo sin mayores altercados.

### 19 de junio

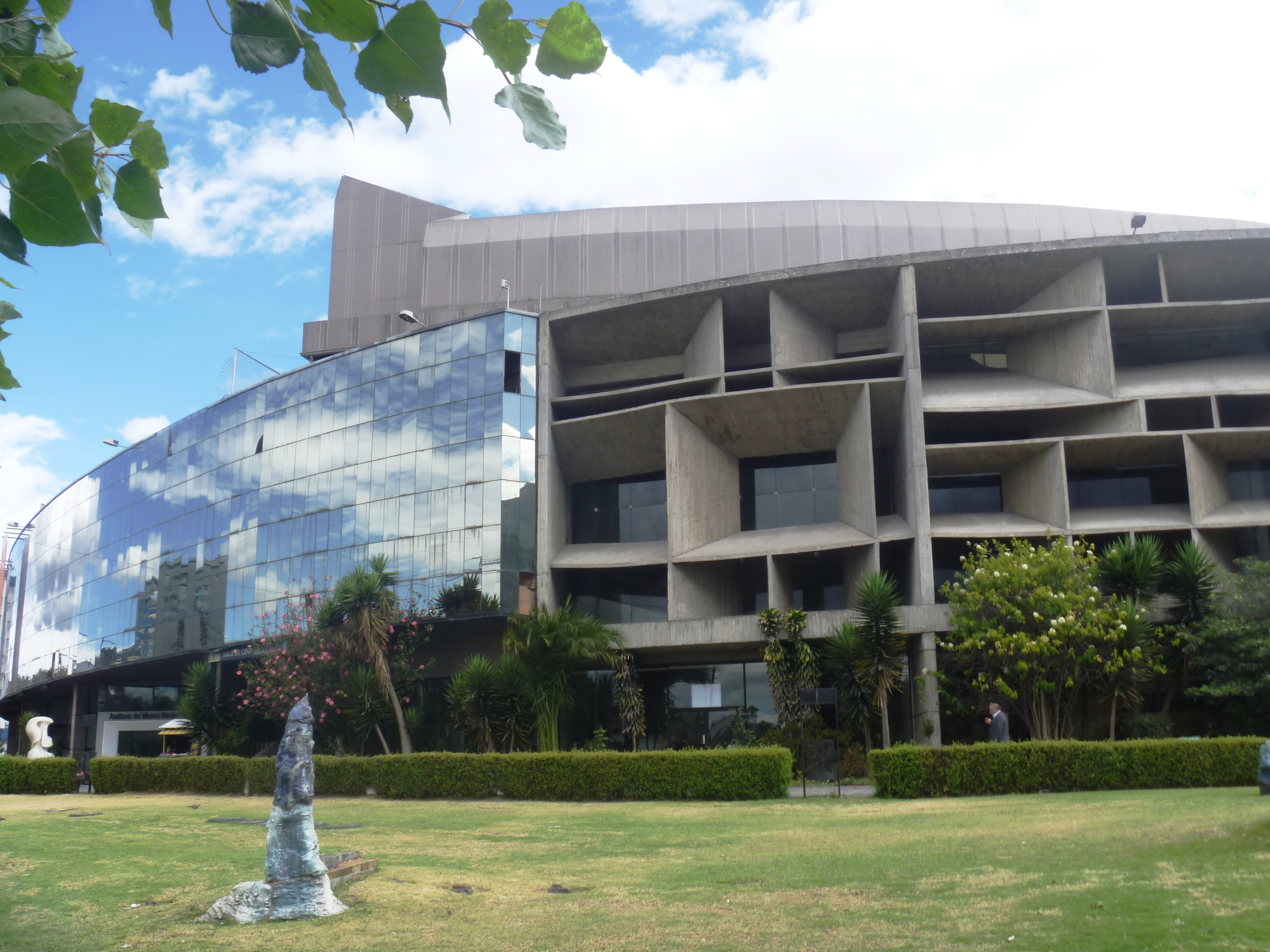
La Casa de la Cultura Ecuatoriana fue allanada y posteriormente tomada por las fuerzas policiales el 19 de junio.

Haciendo uso del estado de excepción, la policía, por orden de la Fiscalía, realizó un allanamiento a la Casa de la Cultura Ecuatoriana (CCE), alegando una «denuncia anónima» en la que se afirmaba que el edificio resguardaba materiales explosivos; sin embargo, tras la intervención policial, no se encontró indicios y tampoco hubo detenidos. Varios artistas, gestores culturales y actores políticos mostraron su rechazo a este allanamiento, asegurando que forma parte de la criminalización de la protesta que lleva adelante el Gobierno. Horas más tarde, la institución policial emitió un comunicado en el que informó que se tomaría las instalaciones de la CCE. Al momento de realizar la toma de la sede cultural, artistas, gestores culturales y demás manifestantes que se encontraban ahí, buscaron impedirlo, lo que derivó en un enfrentamiento.
En esta jornada también se registró un nuevo ataque informático hacia medios de comunicación: ataques principalmente provenientes desde Estados Unidos y Alemania, intentaron dar de baja el servidor de Radio Pichincha Universal. Dicho medio, aseguró haber recibido constantes ataques informáticos desde la primera jornada del Paro Nacional. Por su parte, la Conaie denunció que camiones repletos de militares y policías bordean y se instalan en los alrededores de la sede de la organización indígena, mientras durante la tarde y noche arribaban a Cutuglahua (parroquia rural al extremo sur de Quito), miles de manifestantes indígenas, provenientes de las provincias de la sierra central del país. Durante su trayecto, se enfrentaron a policías y militares, que trataban de impedir su avance por la carretera Panamericana. Así también al noreste de la capital se dio una concentración de manifestantes en la comuna de San Miguel del Común, lugar al que se desplegó un fuerte contingente militar y policial para intentar dispersar a los manifestantes. En la Casa de la Cultura, tras 14 horas de resistencia, la policía logró finalmente tomar las instalaciones. Fernando Cerón, presidente de la CCE, mostró su indignación antes de retirarse del lugar: 

La Casa de la Cultura ha sido tomada por la Policía, es muy doloroso y con mucha pena debo decir que hoy ha muerto la cultura. La tiranía y el terror le ha ganado a la alegría. La última vez que la CCE fue tomada por la policía fue hace 46 años en una Dictadura.
Fernando Cerón, presidente de la Casa de la Cultura Ecuatoriana.

### 20 de junio
Para esta jornada, se sumaron al paro la Cámara de Transporte de Cuenca y los trabajadores de la Empresa Eléctrica Quito. Por su parte, ante la inminente llegada de miles de manifestantes indígenas, el alcalde Guarderas solicitó medidas cautelares para evitar que la Asamblea Nacional debata una posible revocatoria del Decreto del estado de excepción, solicitud que fue rechazada horas más tarde por ser inconstitucional. A mediodía, se reportó la primera víctima mortal, en el sector de Collas, al noreste de Quito; se trató de un manifestante que intentaba escapar de las bombas lacrimógenas, huyendo de la represión policial.

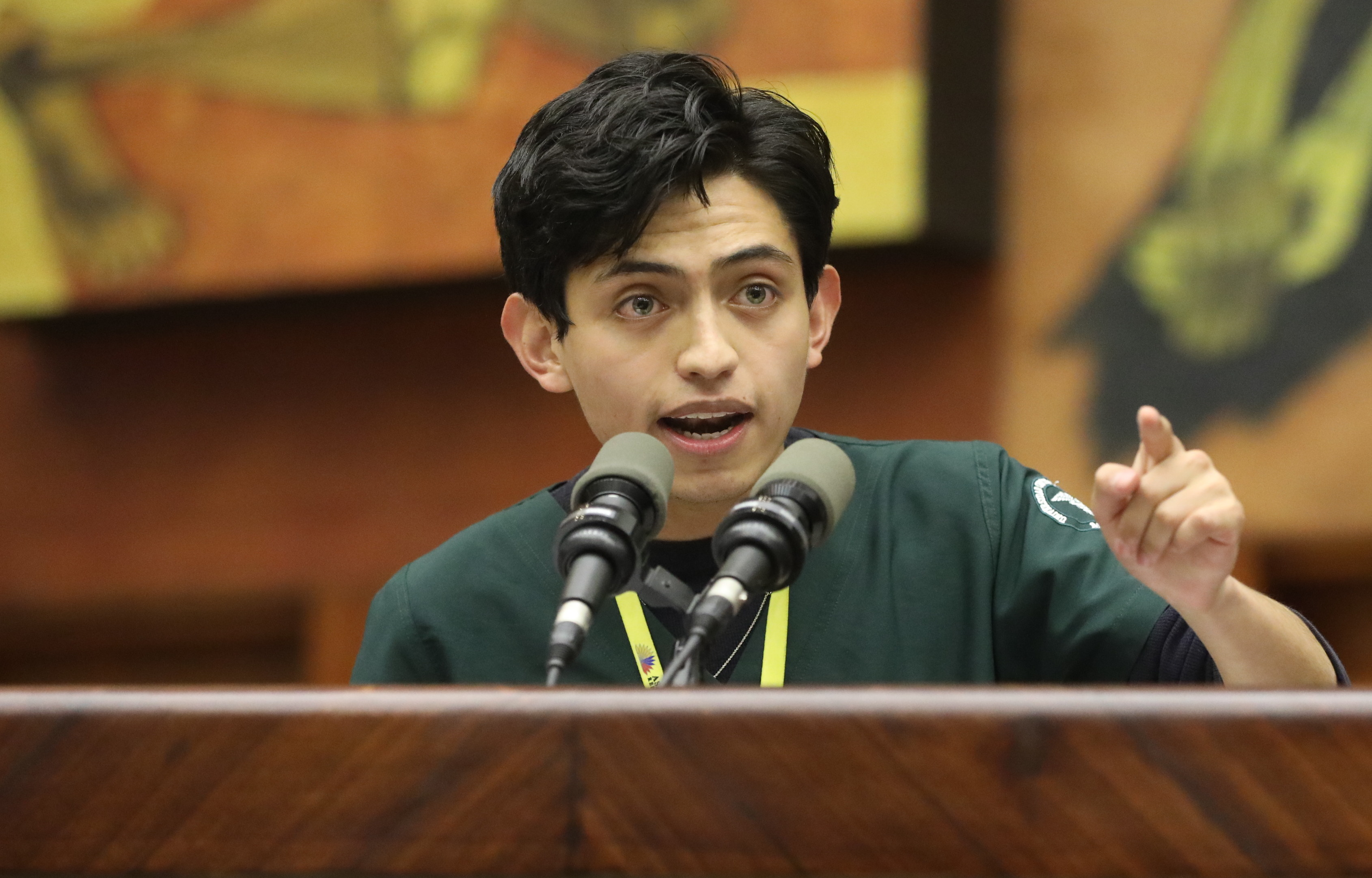
El discurso de Pablo Rodríguez, estudiante de la UCE, solicitando a la Asamblea Nacional aprobar la destitución del presidente, se viralizó en redes sociales.

En la tarde, grupos de ciudadanos quiteños empezaron a reunirse en el parque El Arbolito, para esperar la llegada de los manifestantes indígenas, pero al retardarse en su arribo a Quito, la ciudadanía capitalina empezó a movilizarse en dirección al centro histórico, sin embargo, la marcha terminó siendo dispersada por la policía. Por su parte, los estudiantes de la UCE, se encontraban manifestándose a las afueras del predio universitario, pero luego derribaron la puerta de la Universidad Central, para que los manifestantes puedan albergarse allí. También se registraron manifestaciones en los exteriores de la Casa de la Cultura. El presidente Lasso emitió un nuevo decreto, derogando el anterior estado de excepción y estableciendo uno nuevo, en el que se prohíbe la libertad de reunión o asociación en espacios públicos, pero permitiendo «las manifestaciones pacíficas» y ampliando el estado de excepción a las provincias de Tungurahua, Chimborazo y Pastaza. El nuevo decreto fue puesto en vigencia mientras la Asamblea Nacional trataba una moción para derogar el estado de excepción anunciado el viernes anterior; de esta manera, la sesión parlamentaria se quedó sin asidero; no obstante, en horas de la noche, el parlamento aprobó una resolución que exige al Gobierno una propuesta al diálogo.
La jornada finalizó con manifestaciones nocturnas realizadas en varias ciudades del país, destacándose la multitudinaria manifestación de Guayaquil. En Quito, decenas de miles de manifestantes indígenas que llegaron a la urbe, fueron recibidos con una gran aglomeración en las calles por parte de los habitantes del sur de Quito, quienes mostraron su respaldo al paro; sin embargo, en el sector de El Trébol, la policía, en un intento por detener el avance de la caravana, hizo detonar al menos unas 25 bombas en la zona, dejando a dos manifestantes heridos. Además de ello, la Escuela Politécnica Nacional denunció la irrupción por parte de personal policial a sus instalaciones, hecho que calificó como «inconstitucional e ilegal»; mediante un comunicado, la institución señaló que «con amenazas y mentiras» se logró amedrentar al personal de guardianía y acceder al campus.

### 21 de junio

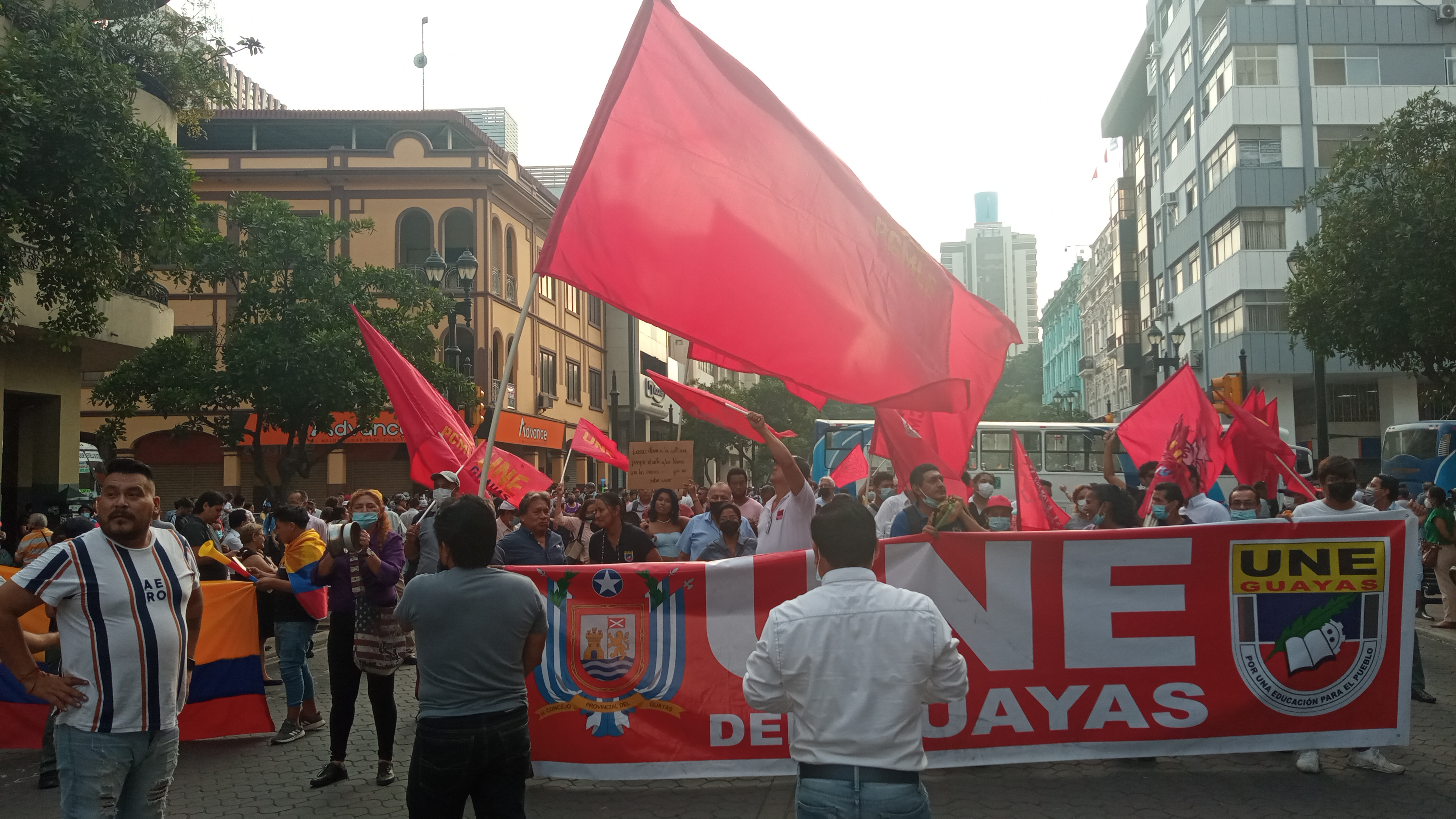
Manifestantes de la Unión Nacional de Educadores, en el centro de la ciudad de Guayaquil.

Decenas de manifestantes bloquearon desde la madrugada el ingreso a la Terminal de Transferencias de Víveres de Montebello, en Guayaquil. Ante la situación, la alcaldesa Cynthia Viteri declaró que «si no nos quieren mandar alimentos de la Sierra, se los compramos a otro país».
Residentes de varios barrios de Ambato denunciaron una afectación a la calidad del agua potable, que tenía apariencia aceitosa y con olor a combustible. La Empresa Municipal de Agua Potable y Alcantarillado de Ambato (EMAPA) confirmó que una red de agua potable fue contaminada con al menos tres bidones de aceite quemado y cortó el suministro a las áreas afectadas. El Ministerio del Interior acusó del acto a "un grupo de manifestantes que ingresaron a un punto de captación a 2 km de la planta" y comunicó que la Fiscalía y la Policía Nacional investigan la contaminación. También la Fiscalía anunció que abrió una investigación previa. A pesar de que el 19 de junio un líder indígena había manifestado su intención de cortar el agua potable de Ambato si los residentes de la ciudad no se unían a las manifestaciones, representantes de los movimientos indígenas de Tungurahua negaron relación con lo sucedido y afirmaron haber acordado no cortar dicho suministro.
Mientras tanto, el ministro de Defensa, Luis Lara, expresó que «la democracia del Ecuador está en serio riesgo ante la acción concertada de personas exaltadas que impiden la libre circulación de la mayoría de los ecuatorianos», y que consideró existe una «manipulación» de la protesta social. La jornada de manifestaciones en Quito fue bastante intensa, los principales focos de conflictos fueron el sector del parque El Ejido y el sector de El Trébol. En la mañana, la policía arrojó bombas lacrimógenas al interior de la Universidad Politécnica Salesiana, la misma que el día anterior se abrió como zona de acogida y ayuda humanitaria; posteriormente, el conflicto se extendió hacia el parque El Ejido y la Pontificia Universidad Católica del Ecuador, institución educativa a la que varios policías ingresaron sin autorización. Los enfrentamientos perduraron toda la tarde, dejando como saldo varios heridos. En el centro sur de Quito en el sector de El Trébol, militares y manifestantes se enfrentaron luego de que cerraran una avenida importante, por lo que las autoridades buscaron reabrir el tránsito vehicular.
Ante las irrupciones policiales en los establecimientos universitarios, la Defensoría del Pueblo emitió una resolución en la que se pide que policías y militares no ingresen a universidades del país, además de solicitar al Ministerio del Interior que, en conjunto con la Policía Nacional, establezcan de manera inmediata bordes de paz en los exteriores de las tres instituciones de educación superior que fungen como zonas de acogida y ayuda humanitaria. Sin embargo, en la noche, nuevamente se denunció el lanzamiento de bombas lacrimógenas en el interior de un predio universitario, esta vez en la Universidad Central del Ecuador. En otras ciudades también se registraron manifestaciones, la más destacada por segundo día consecutivo, se dio en Guayaquil. Mientras, en Puyo, la CONFENIAE reportó la segunda víctima de las manifestaciones; a medida de represalia, un grupo de manifestantes destruyó la sucursal del Banco Guayaquil (del cual Lasso es uno de los principales accionistas) en la ciudad y una Unidad de Policía Comunitaria en el barrio México. Los dirigentes de la Conaie, la Fenocin y la Feine, emitieron un comunicado, en el que solicitan ciertas garantías al Presidente Lasso, antes de iniciar con el diálogo, tales como: derogar el Estado de Excepción y desmilitarizar el sector del parque El Arbolito.

### 22 de junio

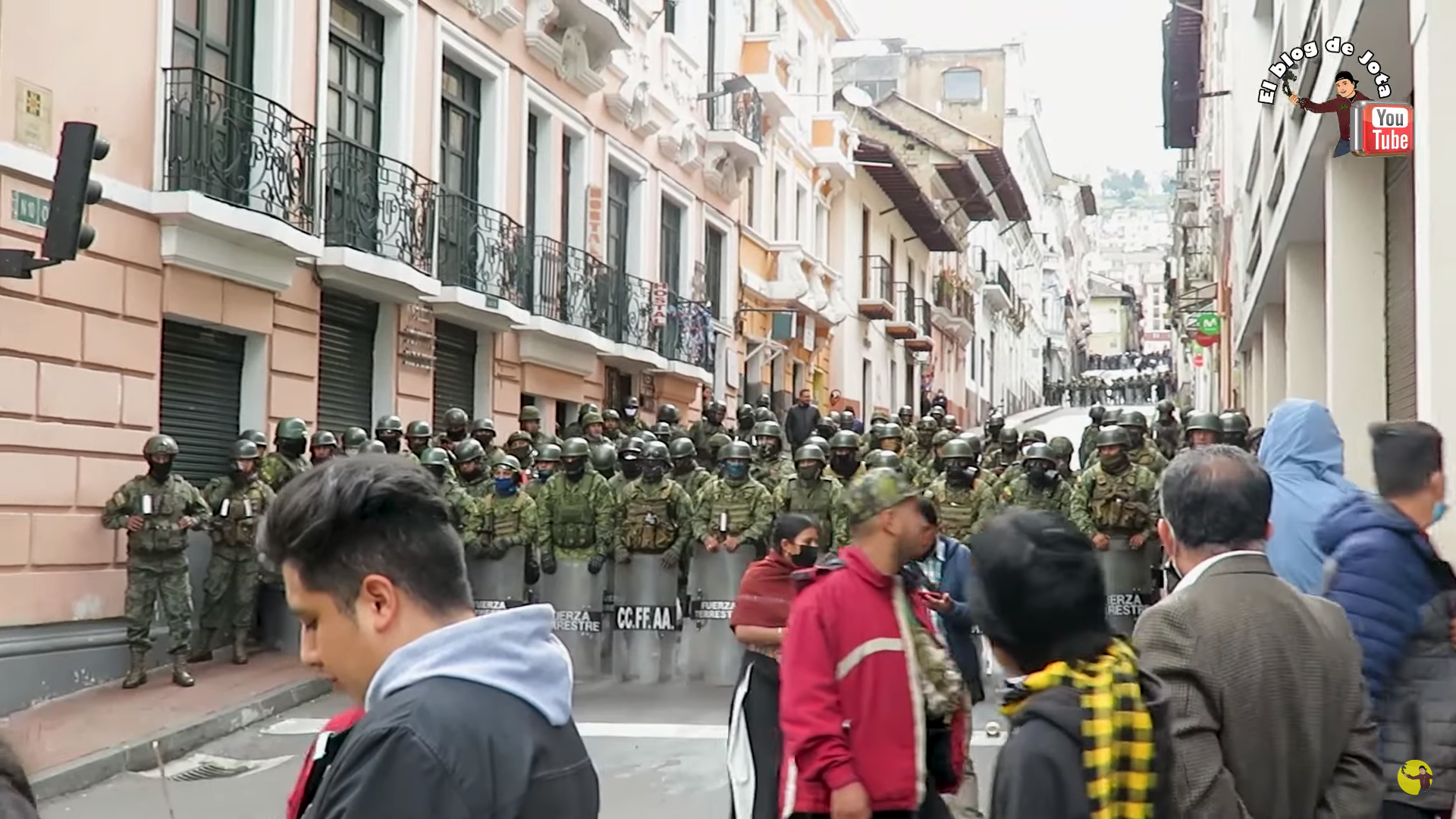
Militarización del centro histórico de Quito.

El Ministro del Interior, Patricio Carrillo, rechazó la solicitud de las organizaciones indígenas: «No es el momento de poner más condiciones, no es el momento de exigir mayores demandas, es el momento de sentarse a conversar, estamos en el décimo día de paro», fueron sus declaraciones en una rueda de prensa. Ante este rechazo, las organizaciones indígenas resolvieron realizar una marcha masiva hacia el Ministerio de Agricultura y Ganadería y el sector de Iñaquito, mientras otro numeroso grupo se dirigió al centro histórico. Por su parte, el Frente Popular se sumó a la solicitud de garantías de las organizaciones indígenas para poder dialogar con el Gobierno. En Tarqui, se registró la tercera víctima de las manifestaciones: el cuerpo de un manifestante fue hallado junto a un casquillo de bomba lacrimógena. Sin embargo, en la autopsia realizada por el Centro de Investigaciones Forenses del Azuay se determinó que «la causa de la muerte fue por cirrosis hepática», y el fiscal provincial de Azuay, Leonardo Amoroso enfatizó que: «los ciudadanos quisieron hacer aparecer como una muerta debido a las manifestaciones». En Ambato, también se registró una masiva marcha indígena, la misma que se tomó la Gobernación de Tungurahua, sin registrarse altercados.
Durante la tarde, tanto la marcha indígena del norte de Quito, como la realizada en el centro histórico, retornaron hacia la Universidad Central de manera pacífica, mientras obreros, maestros, estudiantes, activistas, sindicatos y trabajadores de la Empresa Eléctrica Quito protagonizaron una segunda marcha hacia el centro de la urbe, la cual también se realizó de manera pacífica. Así también, en Guayaquil, los protagonistas de la jornada de movilización fueron varios gremios sindicales y organizaciones sociales, los mismos que recorrieron la avenida Nueve de Octubre. En Puyo, tras varias horas de diálogo, se llegó a un acuerdo en el que se permitió la apretura de negocios y la entrada de militares a la ciudad para el 23 de junio, además de la devolución de uniformes y equipos de protección que fueron tomados por los manifestantes el día anterior. Además, el movimiento indígena se desmarcó de actos vandálicos, como la de strucción del Banco Guayaquil. En la noche la Corporación Eléctrica del Ecuador (CELEC) anunció que más de 300 manifestantes se tomaron el control de la subestación eléctrica de Tisaleo (Tungurahua), reteniendo a sus operadores y exigiendo su desconexión.
Tras la jornada de manifestaciones, las organizaciones indígenas publicaron un documento, en el que ratifica sus solicitudes de garantías al gobierno para poder realizar un diálogo. Por su parte, el ministro de Gobierno, Francisco Jiménez, afirmó que el gobierno se encontraba evaluando las solicitudes del movimiento indígena; no obstante Secretaría General de Comunicación de la Presidencia, pasadas las 10 de la noche, informó que el presidente Lasso había sido diagnosticado de COVID-19 (lo que imposibilitaría el diálogo de manera frontal, tal como era una de las solicitudes del movimiento indígena). La jornada finalizó con el reporte de que nuevamente la policía arrojó bombas lacrimógenas al interior de la Universidad Politécnica Salesiana.

### 23 de junio
El ministro de Gobierno, Francisco Jiménez, confirmó que, una vez más, el gobierno rechazó la solicitud de levantar el estado de excepción, pero aceptó retirar a la policía de la Casa de la Cultura. Es así que a mediodía indígena se trasladó a dicho lugar y se instaló en el mismo. Posteriormente, marcharon hacia la Asamblea Nacional con el intento de ingresar y exigir el fin de la violencia, pero fueron reprendidos por la policía; por su parte el presidente de esa Asamblea, dijo estar dispuesto a reunirse con el líder indígena Leonidas Iza. Tras la represión, Iza pidió a los manifestantes que forman parte del movimiento indígena, replegarse a las instalaciones de la Casa de la Cultura; mientras otros manifestantes, se enfrentaron por cuenta propia con las fuerzas policiales, las mismas que dispararon perdigones, bombas lacrimógenas, e inclusive granadas desde el edificio de la Contraloría General del Estado. Aquellos manifestantes intentaron sin éxito llegar a dicho edificio, saldándose este enfrentamiento con un número considerable de heridos y un fallecido.
En Guayaquil, miembros de diferentes organizaciones sociales, como la Unión Nacional de Educadores, el Frente Popular, feministas, y grupos indígenas de la costa, se congregaron nuevamente en la avenida 9 de octubre por la tarde, realizando una marcha que recorrió el centro de la urbe. Por la noche, se registraron fuertes enfrentamientos entre manifestantes y policías en San Antonio de Pichincha; producto de esto, se registraron 17 militares heridos de gravedad, 3 camiones militares destruidos y otro manifestante fallecido. En Quito por la noche, salió una contramarcha pidiendo paz y el fin al paro nacional, también se escucharon consignas de «¡Iza, terrorista!».
El presidente Lasso calificó de golpista al expresidente Rafael Correa, después que publicara en Twitter un mensaje a favor de su destitución, como la única vía para salir de la crisis.

### 24 de junio
Tras once días de manifestaciones, el bloque legislativo de la alianza Unión por la Esperanza (UNES), informó que buscarán invocar el artículo 130.2 de la Constitución y solicitar el adelanto de elecciones, con el fin de «solucionar» el conflicto político que atraviesa el país. Por su parte, las organizaciones indígenas convocaron a distintas organizaciones sociales, gremios, colectivos y demás adherentes al Paro Nacional, a una Asamblea Popular en el ágora de la Casa de la Cultura. A dicha asamblea, asistieron nueve legisladores de Pachakutik, quienes se sumaron a la solicitud de pedir a la Asamblea Nacional que sesione sobre la destitución del mandato del presidente Lasso. Al finalizar las intervenciones, los dirigentes se retiraron a debatir las alternativas planteadas durante la asamblea; no obstante, mientras se efectuaba aquel evento, se reportaron detonaciones de bombas lacrimógenas. Un grupo de manifestantes (ajenos al movimiento indígena), ingresaron a la Embajada de Egipto, desde donde lanzaron bombas explosivas. Minutos más tarde, previa solicitud del embajador, la policía ingresó a la embajada y repelió a los manifestantes.
Por su parte, las bancadas legislativas de la Izquierda Democrática (ID) y el Partido Social Cristiano (PSC) mostraron su rechazo al pedido de destitución y el adelanto de elecciones. En esta jornada se adhirieron al paro, varios gremios taxistas de Pichincha, los cuales protagonizaron varias caravanas de protesta por distintos puntos de la ciudad de Quito y sus alrededores.
En Latacunga, los manifestantes se congregaron alrededor de la Gobernación de Cotopaxi, donde solicitaron hablar con el gobernador de la provincia, pero, al no llegar dicha autoridad, procedieron tomar las instalaciones y nombraron a Abran Salazar como su propio «Gobernador del Pueblo» de manera simbólica. Algo similar ocurrió en Tena, donde los manifestantes se tomaron la Gobernación de Napo. Por su parte, el presidente Lasso denunció el intento de un «golpe de estado» promovido por el movimiento indígena, y que horas antes se anunciara un proceso para destituirlo en la Asamblea Nacional.

### 25 de junio

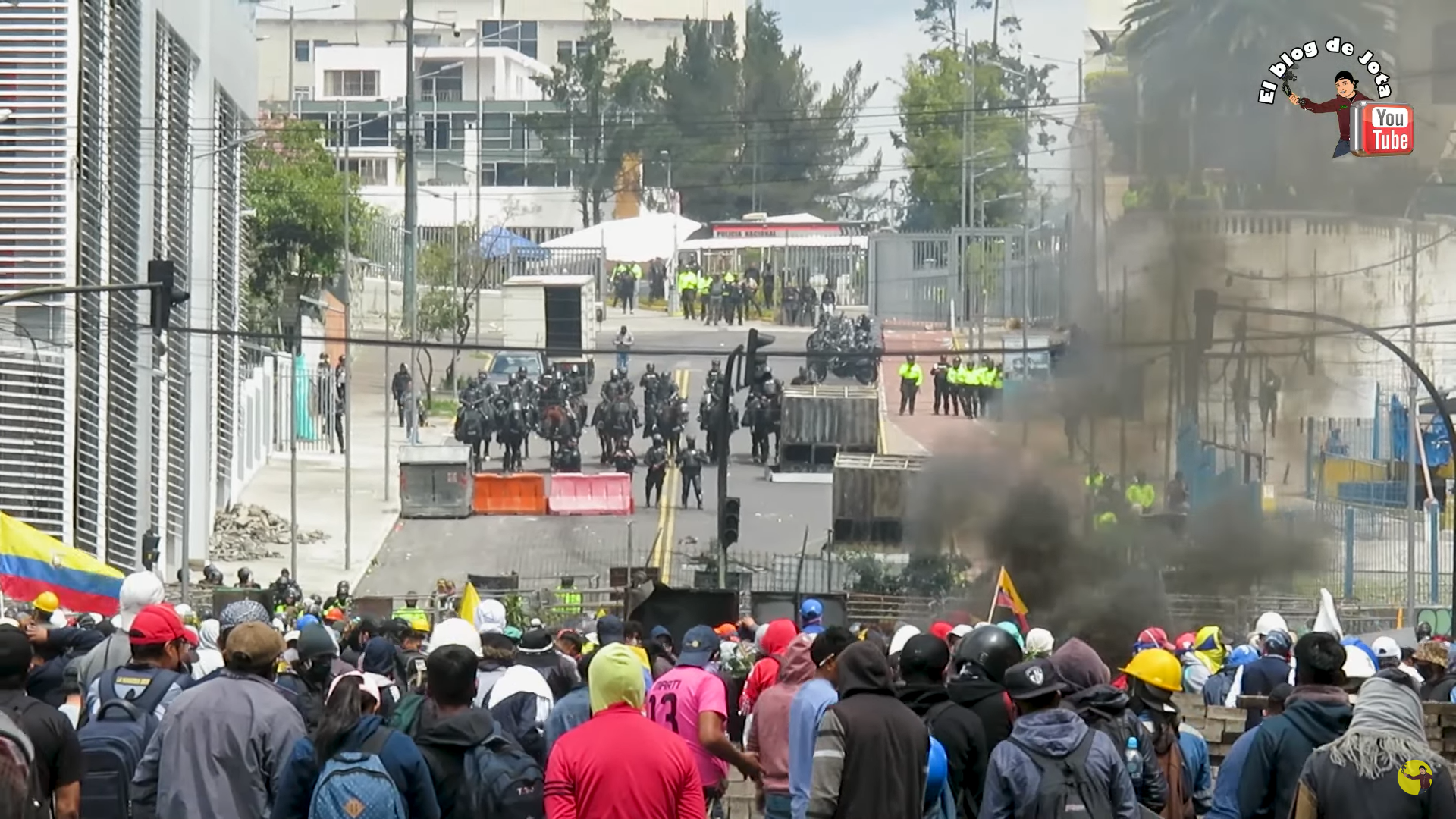
Decimotercer día de manifestaciones en Quito.

Al presentar un balance de las manifestaciones, la Policía informó que entre el 13 y el 25 de junio, se registraron 3823 alteraciones del orden público y ha detenido a 138 personas. En un balance presentado por el Ministerio de Producción, se estima en $500 millones las pérdidas provocadas por el paro a nivel nacional, de las cuales $350 millones serían pérdidas en la ciudad de Quito, a razón de $25 millones por día. El gobierno nacional anunció que los recursos obtenidos del más reciente tramo del préstamo del Fondo Monetario Internacional será destinado al presupuesto general del Estado. El presidente Lasso, que había sido diagnosticado con covid, tuvo reuniones con autoridades, por lo que su consejero presidencial anunció que el mandatario había superado esa enfermedad.
Leonidas Iza pidió permitir que los productos alimenticios del campo puedan llegar a Quito. Manifestantes indígenas se tomaron las oficinas del Servicio de Atención de Emergencias ECU-911 en Macas, Morona Santiago.  En la mañana, funcionarios del Gobierno y de otras funciones del Estado asistieron a la Basílica del Voto Nacional, a un diálogo convocado por la Iglesia Católica. Los dirigentes indígenas asistieron para indicar que no hay condiciones para dialogar.
El dirigente indígena Apawki Castro, denunció el hackeo de sus cuentas, y afirmó el no tener dominio de las mismas, las cuales, filtraron supuestas comunicaciones de la prefecta de Pichincha, Paola Pabón, y el político Virgilio Hernández, donde aparentemente estarían financiando el paro, afirmaciones de las cuales, ambos niegan estar involucrados.
La Asamblea Nacional comenzó el debate para tratar una solicitud de adelanto de elecciones, propuesto por la alianza UNES, lo que implica la destitución del presidente, quedando encargado el vicepresidente de la república. El mismo día, el partido Pachakutik pidió a sus asambleístas apoyar la moción. En medio de la mencionada sesión, y como defensa ante esta solicitud, el presidente Lasso, anunció la derogatoria del Estado de Excepción, por grave conmoción interna. La defensa del presidente fue presentada por el Secretario Jurídico de la Presidencia.

### 26 de junio
Ante la escasez de abastos en Guayaquil, el gobierno organizó una feria de productos agropecuarios en la explanada del estadio Modelo Alberto Spencer. Por su parte, las organizaciones indígenas realizaron un evento cultural, denominado "Festival de la Resistencia" en el ágora de la Casa de la Cultura; además de ratificar la continuación del Paro Nacional hasta que el gobierno atienda sus 10 peticiones; y también declararon la apretura de corredores logísticos humanitarios y de abastecimiento en los sitios que existen bloqueos viales.
Por la tarde, se registraron varias manifestaciones en distintos puntos de Quito y sus alrededores, donde los protagonistas fueron habitantes locales. Una de las marchas se dio en el valle de Tumbaco, en donde los manifestantes recorrieron la Ruta Viva; mientras en el Valle de Los Chillos, los manifestantes, partiendo desde Sangolquí recorrieron la autopista General Rumiñahui rumbo hacia la capital. Por su parte, los capitalinos del sur de la urbe marcharon por la avenida Maldonado. En Molleturo (Cantón Cuenca) varios manifestantes atacaron un convoy de camiones que llevaba alimentos y medicinas a Cuenca, donde las autoridades han indicado que el oxígeno medicinal, no puede llegar a esa ciudad y hay riesgo para pacientes por el desabastecimiento.
En la noche, mediante cadena nacional, el presidente Lasso indicó que la Policía Nacional y las Fuerzas Armadas continuarán trabajando en territorio y «haciendo uso progresivo de la fuerza», además de anunciar una reducción de 0,10 USD al precio de los combustibles. Por su parte, la Asamblea Nacional suspendió hasta el 28 de junio el debate sobre el pedido de destitución contra el presidente, tras una extensa sesión en la que el tema quedó inconcluso.

### 27 de junio
Mediante un comunicado, las organizaciones indígenas calificaron como “una decisión insuficiente e insensible”, al anuncio del gobierno de reducir 0,10 USD al precio de los combustibles; además, informaron que se reunirán con las organizaciones de base, para tomar una decisión colectiva y definir qué medidas adoptarán en los próximos días. En la mañana, se registró una concentración de transportistas de distinta índole en el valle de Los Chillos, los cuales realizaron una caravana de protesta hacia El Ejido, en el centro de la ciudad. Por su parte, las organizaciones indígenas marcharon hacia el centro histórico de Quito, recorriendo las calles circundantes a la Plaza de la Independencia y retornando hacia la Casa de la Cultura, sin registrarse ningún enfrentamiento.
En las manifestaciones de Cuenca, los comerciantes del mercado El Arenal, se tomaron la avenida de Las Américas, bloqueando el acceso norte a la ciudad; posteriormente se sumaron al bloqueo vial vehículos de remolque. El acceso sur también fue bloqueado, mientras transportistas pesados cerraron la avenida Solano, a la altura del Sindicato de Choferes. En el centro histórico de la urbe se desarrolló una marcha, que se dirigió hacia el parque Abdón Calderón, no obstante, encapuchados identificados como infiltrados, atacaron la Gobernación de Azuay, siendo repelidos por la policía. También existieron marchas en Guayaquil, dónde organizaciones sociales, populares, indígenas fueron los protagonistas; y en Puyo, en la cual se manifestaron indígenas, organizaciones sociales, maestros, trabajadores, estudiantes y comerciantes.

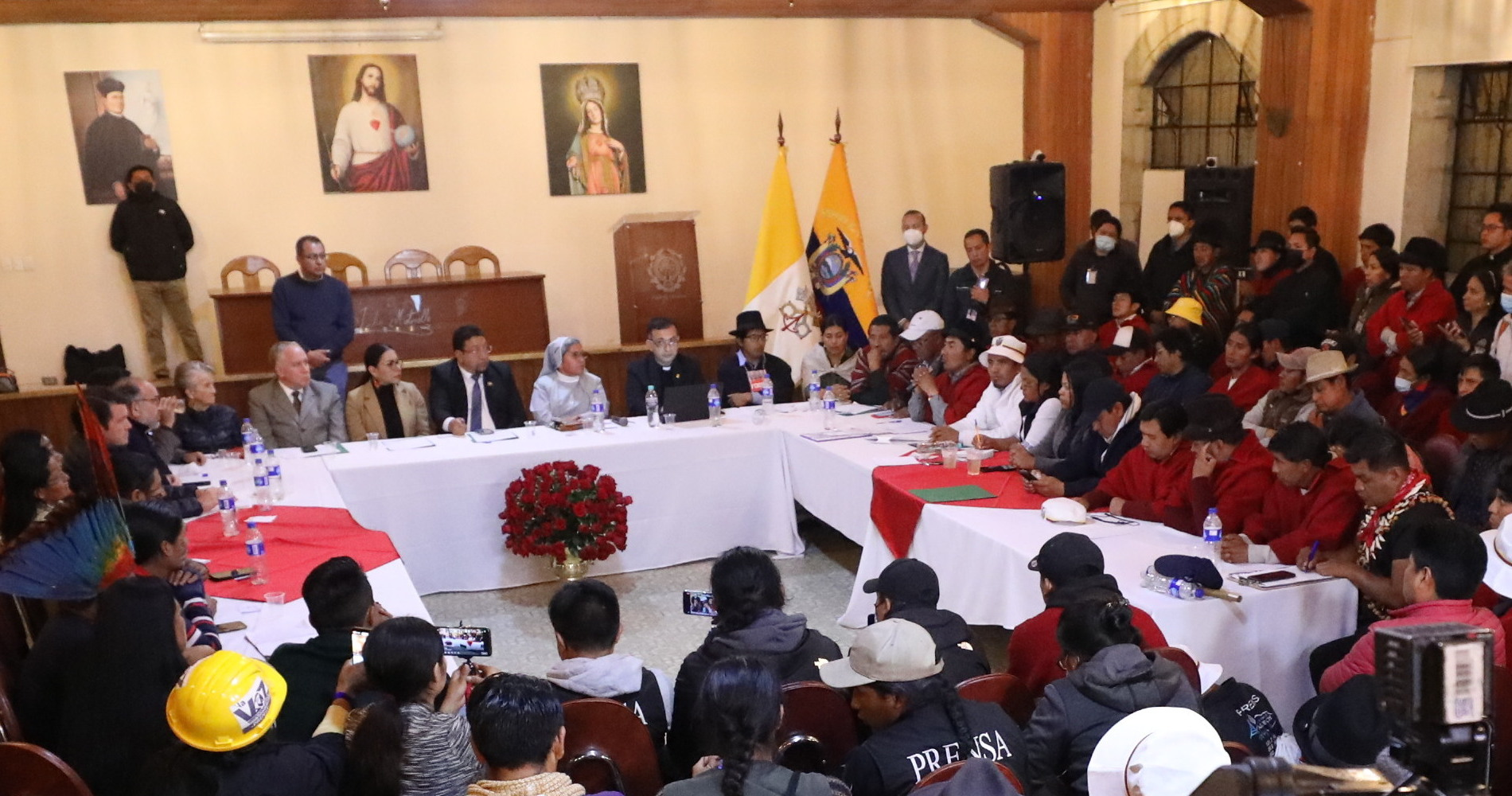
Diálogo entre las organizaciones indígenas y representantes de los poderes del Estado en la Basílica del Voto Nacional.

Desde la tarde, se desarrolló una reunión de diálogo en la Basílica del Voto Nacional, entre los dirigentes de las organizaciones indígenas y representantes de los distintos poderes del Estado. La guardia indígena que se encontraba en los exteriores de la iglesia en espera de la conclusión del diálogo, reportó haber encontrado tres policías infiltrados en el plantón, uno de los cuales, portaba una bomba lacrimógena. La reunión finalizó cerca de las 10 de la noche, siendo suspendida hasta el día siguiente.

### 28 de junio
Un enfrentamiento registrado en la madrugada, en la selva de la Provincia de Sucumbíos, ocasionó el fallecimiento de un militar e hirió a varios miembros de la fuerza pública, cuando manifestantes se enfrentaron con militares y policías que resguardaban un convoy de 17 tanqueros con combustible que se dirigía hacia el bloque petrolero ITT. En la mañana, previo a la reunión pactada para esta jornada entre la dirigencia indígena y los poderes del estado, las organizaciones indígenas realizaron una marcha desde la Casa de la Cultura hasta la Basílica del Voto Nacional, sede de dicha reunión; no obstante, los delegados del Poder Ejecutivo no asistieron a la reunión, por lo que la misma se suspendió con la intención de reanudarla en la tarde, con la presencia de los delegados del gobierno. Sin embargo, el presidente Lasso emitió un comunicado anunciando la ruptura del diálogo: «no volveremos a sentarnos a dialogar con Leonidas Iza», a quién acusó de tener «intereses políticos y no los de sus bases» y de haber «engañado» al movimiento indígena y a todo el país; la suspensión estuvo motivada por el ataque por parte de manifestantes contra un convoy con combustible.
Por su parte, la Conaie respondió mediante una publicación en la que afirma que «el gobierno rompe el diálogo confirmando su autoritarismo, falta de voluntad e incapacidad», y resaltaron que el diálogo no lo rompe con Iza, sino con «todo el pueblo indígena». Los delegados de las demás Funciones del Estado, garantes del proceso de diálogo, hicieron un llamado al Gobierno a volver a la mesa de diálogo. Así también, hubo varias manifestaciones ciudadanas en rechazo a la decisión de Lasso: en Quito, colectivos feministas, LGBTIQ, barriales y estudiantiles marcharon desde la Tribuna del Sur hacia la Basílica del Voto Nacional; en Cuenca, los manifestantes se concentraron una vez más en el parque Abdón Calderón. En esta urbe también se reportó que las fuerzas policiales arrojaron bombas lacrimógenas dentro de la UCUENCA. En el sector de San Miguel del Común (noreste del Distrito Metropolitano de Quito), se registraron fuertes enfrentamientos entre manifestantes y policías, quienes arrojaron bombas lacrimógenas incluso al interior de viviendas del sector, dejando como saldo, varias personas heridas y asfixiadas, entre ellos niños.
El debate legislativo llevado a cabo entre el 25 de junio y 28 de junio, sobre la moción de activar el mecanismo constitucional de adelanto de elecciones, no obtuvo la cantidad de votos necesarios para destituir a Lasso, incluso se aceptó una reconsideración del pleno, para una nueva votación, pero sin éxito.

### 29 de junio
Los cierres viales estatales que conectan todo el Ecuador y las protestas, continúan. Se reportan bloqueos viales en el sur de la capital; a pesar de la poca presencia de manifestantes. La Asamblea del Movimiento Indígena y Campesino de Cotopaxi (MICC), resolvió avanzar hacia la capital la mañana del 30 de junio. Como ella, medidas como cierre de vías, y movilizaciones masivas del resto de asambleas y confederaciones hacia a Quito se han ido tomando en el contexto del paro nacional 2022, tras la ruptura de diálogo del presidente Lasso con las dirigencias indígenas y pese a que Leonidas Iza, presidente de la Conaie, insistió en retomar el diálogo con el Ejecutivo.
En esta jornada, existieron diversas manifestaciones en varios puntos de Quito: dos nuevas movilizaciones de manifestantes indígenas se realizaron en el centro histórico de la capital, en el cual, pidieron al Gobierno que se retome el diálogo; mientras otro grupo de manifestantes ascendió por la avenida La Gasca hacia el sector de La Comuna. Mientras tanto, el alcalde capitalino, Santiago Guarderas, solicitó al Gobierno que decrete un tercer estado de excepción en la urbe, ante las protestas. Por su parte, los manifestantes indígenas de Morona Santiago, retuvieron en Macas a Marco Cobo, gerente provincial de BanEcuador, como medida de presión para que el gobernador de la provincia sea destituido.
En la tarde, Guillermo Lasso decretó un nuevo estado de excepción, esta vez en Imbabura, Azuay, Sucumbíos y Orellana, estableciendo un toque de queda para estas tres últimas. El gobernador de Morona Santiago, Freddy Villamagua, finalmente renunció a su cargo, a cambio de que los manifestantes liberen al gerente provincial de BanEcuador; por su parte, los manifestantes indígenas liberaron al rehén. Finalmente, el ministro de Gobierno, Francisco Jiménez, aceptó la intervención de la Conferencia Episcopal Ecuatoriana (CEE) en los diálogos.

### 30 de junio
Tras el anuncio del gobierno, presidente de la Conaie, Leonidas Iza, confirmó que las organizaciones indígenas también participarán en el proceso de diálogo convocado por la CEE. Es así se dio una nueva movilización de manifestantes, que arribaron al Seminario Mayor de Quito, la nueva sede de la mesa de díalogo, para permanecer en vigilia a la espera de una resolución. Finalmente, tras 18 días del Paro Nacional, las organizaciones indígenas y el gobierno lograron un acuerdo gracias a la mediación de la Conferencia Episcopal Ecuatoriana; las partes en conflicto firmaron un «Acta de Paz» elaborada por la Iglesia como mediadora en el que acordaron diversos puntos. Entre los presentes, estuvieron las autoridades gubernamentales y los representantes de la CONAIE, FEINE y FENOCIN.
El Ejecutivo aceptó a reducir el precio del combustible, a trabajar para focalizar su subsidio, a derogar el decreto ejecutivos 95, relacionado con política petrolero, y a reformar el decreto 151 para prohibir la actividad minera en áreas protegidas. Por su parte, las organizaciones indígenas declararon el cese de las movilizaciones y el retorno a las comunidades, y los acuerdos establecieron una mesa de diálogo que duraría 90 días. Leonidas Iza declaró que en caso de que no se cumplieran los puntos, las comunidades indígenas volverían a manifestarse.
Tras la firma del acuerdo, los manifestantes y líderes de las organizaciones indígenas se desplazaron hacia la Casa de la Cultura, en donde celebraron los logros alcanzados durante las jornadas de movilizaciones. Posteriormente, emprendieron el retorno hacia sus respectivos territorios, siendo aclamados por la población quiteña, que salió a las calles del sur de la urbe para despedir a los manifestantes indígenas.

## Posiciones de las partes

### Peticiones de las organizaciones indígenas
El lunes 13 de junio, al iniciar el Paro Nacional, la CONAIE publicó una lista de puntos de reclamo:
1. Reducción y congelamiento del precio de los combustibles:
  1. Diésel: $1,50. 
    1. Mediante Decreto 462, se fijó en 1,80 a partir de 28 de junio de 2022.
    2. Mediante Acuerdo para la Paz, se estableció en 1,75.

  2. Gasolina regular: $2,00. 
    1. Mediante Decreto 462, se fijó en 2,45 a partir de 28 de junio de 2022.
    2. Mediante Acuerdo para la Paz, se estableció en 2,40.

  3. Derogatoria de los decretos 1158, 1183 y 1054
  4. Focalización de subsidios a quienes necesiten subsidios
  5. Precio diferenciado de combustibles en el ámbito de la pequeña y mediana producción, agricultores, campesinos pobres, transportistas y pescadores.
2. Deudas con la banca privada:
  1. Moratoria para más de 4 millones de familias por mínimo un año,
  2. Renegociación de las deudas particulares con reducción de las tasas de interés en el sistema financiero (sectores público, privado y popular y solidario).
  3. Condonación de créditos del sector productivo.
  4. Detener el embargo de bienes (casas, terrenos o vehículos) por falta de pago de deudas.
3. Precios en el campo:
  1. Precios justos en los principales productos agropecuarios:  leche, arroz, banano, cebollas, abonos, papas, choclos, tomate, yuca, papa china, plátano, naranjilla, frutas y más.
  2. Combate a la especulación de comerciantes e intermediarios.
  3. Protección de la producción agrícola nacional: precios de sustentación.
  4. Implementación del subsidio agrícola, de insumos, herramientas y tecnología para el desarrollo y fortalecimiento de la producción campesina en todos sus niveles
  5. Regulación del cobro de regalías por el derecho de patentes de acuerdo a la realidad de los pequeños y medianos productores (obtenciones vegetales).
  6. Resolver el precio de la leche.
  7. Establecer un cupo fijo de exportación bananera a pequeños y medianos productores.
4. Políticas de empleo:
  1. Políticas para frentar la precarización laboral y asegurar el sostenimiento de la economía popular.
  2. Pago inmediato de las deudas al IESS.
  3. Que se desista de más despidos en el sector público.
  4. Se reintegre a todos los profesionales de la salud y educación despedidos.
  5. Se derogue la política anti obrera y anti sindical.
  6. Reglamentar el derecho a la huelga y la organización de la clase trabajadora, tanto en el ámbito público como privado.
5. Frontera extractiva:
  1. Moratoria de la ampliación de la frontera minera y petrolera.
  2. Auditoría y reparación integral por impactos socio ambientales
  3. Para la protección de los territorios, fuentes de agua y ecosistemas frágiles.
  4. Derogatoria de los Decretos 95 y 151 sobre política minera.
6. Respeto a los 21 derechos colectivos previstos en el art. 57 de la Constitución: 
  1. Educación intercultural bilingüe: Se pronostica que varias lenguas están a una generación de desaparecer. Otras lenguas están a dos o tres generaciones de desaparecer. Reclaman derecho a poder realizar actividades para revitalizar sus lenguas.
  2. Justicia indígena: Reconocimiento y regulación. Hay proyectos de ley, pero no se los ha tratado.
  3. Consulta previa: Que sea libre e informada.
  4. Organización y autodeterminación de los pueblos indígenas.
7. Detener la privatización de empresas públicas.
  1. No al sometimiento a tribunales internacionales como el CIADI
8. Políticas de control de precios y control a la especulación de productos de primera necesidad y abuso de precios en los productos industrializados en las cadenas de supermercados.
9. Derechos sociales y económicos:
  1. Garantizar el acceso de la juventud a la educación superior.
  2. Mejoramiento de la infraestructura en escuelas, colegios y universidades.
  3. Fortalecimiento de la salud y educación.
  4. Incluir asignación de presupuesto urgente frente desabastecimiento de los hospitales por falta de medicinas y personal.
10. Seguridad, protección y generación de políticas públicas efectivas para frenar la criminalidad en el país.

### Respuesta del Gobierno
Al octavo día de manifestaciones (20 de junio), el Gobierno respondió con una carta que aborda la mayoría de puntos solicitados, de manera parcial:
1. Respecto a la petición de reducir el precio de los combustibles, el documento se limitó a recordar el congelamiento del precio de los mismos, desde octubre de 2021.
  1. Sobre la propuesta de focalización, no contestó nada.
2. Con relación al segundo punto, el gobierno expuso la política de financiamiento a través de la banca pública:
  1. Enumeró que ya se están otorgando créditos a 30 años al 1% de interés.
  2. Ofreció que a partir de julio se aprobarían otras líneas de crédito de BanEcuador.
  3. En julio de 2022 se dará la condonación de deudas en mora de hasta 3000 USD con BanEcuador. Se estima en 90.000 los potenciales beneficiarios.
  4. Además, ofreció crear una comisión para revisar abusos y cobros indebidos de la banca.
3. La réplica al tercer punto fue anunciar un subsidio del 50% al precio de la urea desde julio de 2022 y la entrega de "kits agrícolas" a 20 mil beneficiarios. 
  1. También mencionó que el precio de la leche en finca debe ser 52,4% del precio de venta al público de acuerdo a la Ley Orgánica para Fomentar la Producción, Comercialización, Industrialización, Consumo y Fijación del Precio de la Leche y sus Derivados, pero omite mencionar que ese proyecto de ley está todavía en trámite en la Asamblea.
  2. Indicó que se habían realizado capacitaciones para controlar el precio mínimo de la leche en Pichincha. Asimismo, ofreció sancionar a quien no pague el precio mínimo de la caja de banano.
4. Para contestar el cuarto punto, el documento solamente indicó que el Portal Encuentra Empleo ha logrado 54 mil trabajadores colocados y que el gobierno ha pagado 120 millones de USD al IESS en mayo de  2022, además de tener programado un pago adicional de 20 millones.
5. Sobre el pedido de limitar la política petrolera y la política minera
  1. Se cerró el catastro minero.
  2. Está planificada la remediación de los pasivos ambientales del caso Texaco por parte del Estado.
  3. Hay proyectos de inversión de agua y riego.
  4. Descarta intención de privatizar "ningún servicio público o comunitario".
  5. Ofrece construcción colectiva de la nueva ley de recursos hídricos.
6. Sobre el pedido de respeto a los derechos colectivos:
  1. Hay arreglos en instituciones educativas.
  2. Se duplicará el presupuesto de la educación intercultural bilingüe.
  3. La Secretaría de Derechos Humanos realiza observancia a la justicia indígena.
  4. El Decreto 151 de política minera contempla consulta previa.
7. Sobre el pedido de no privatización de empresas públicas en sectores estratégicos:
  1. El nuevo modelo de tratado bilateral de inversiones contiene cláusulas que respetan la capacidad reguladora del estado, asignan responsabilidad corporativa a las empresas y debida diligencia ambiental y de DDHH.
8. Sobre la política de control de precios y combate a la especulación
  1. El Decreto 452 ordena a los gobernadores e intendentes a controlar precios.
  2. El Decreto 454 declara en emergencia al sector salud.
9. Sobre el presupuesto urgente para el sector salud y otras prestaciones gubernamentales para ejercer derechos como la educación y otros:
  1. Las universidades han ampliado en 28 % sus cupos disponibles en 2022, en comparación con el año lectivo anterior.
  2. Ofrece construcción participativa del reglamento a la ley de educación y a acuerdos ministeriales relacionados con esta.
  3. Para 2023 prevé un aumento del presupuesto para universidades en más de $50 millones.
  4. Está en proceso una reforma al Reglamento a la Ley de Educación Superior.
  5. Ofrece apoyo para institucionalizar la universidad Amawtay Wasi.
  6. Ofrece estudios para crear 5 nuevas universidades.
10. Anuncia cooperación local e internacional para combatir la delincuencia.
11. Adicionalmente anuncia el Incremento del bono de desarrollo a $55,oo para 1,5 familias más necesitadas.

### Respuesta a la propuesta de diálogo
El 22 de junio de 2022, la CONAIE, junto con las organizaciones campesinas FENOCIN, FEINE y FECABE, emitieron una respuesta formal que resume los anteriores diálogos fallidos con el gobierno actual y solicita para acceder al diálogo las siguientes condiciones concretas:
- Cese inmediato de las acciones de represión y criminalización.
- Derogatoria del actual estado de excepción y compromiso de no emitir nuevos estados de excepción en relación con estas manifestaciones.
- Cese al ataque y respeto a las zonas de resguardo humanitario.
- Que toda la agenda sea puesta en la mesa y no existan puntos «inviables».

### Acuerdo para la Paz
El 30 de junio de 2022, el gobierno nacional suscribió con tres organizaciones mayoritarias del movimiento indígena ecuatoriano: CONAIE, FENOCIN y FEINE, un Acuerdo para la Paz propiciado por la Iglesia Católica, con la participación de las Universidades Politécnica Salesiana y Pontificia Universidad Católica del Ecuador y pastores evangélicos. El acuerdo consiste en:
- El régimen aceptó bajar cinco centavos más a los precios de la gasolina regular y diésel, con lo cual en ambos casos se reducen en quince centavos. Además, se trabajará en políticas para focalizar los subsidios de los combustibles.
- Se derogará el Decreto Ejecutivo 95, que se refiere a la política petrolera. Mediante Decreto 466 se derogó el Decreto 95.
- Se reformará el Decreto Ejecutivo 151, en el sentido de que no se podrá realizar actividad minera en zonas protegidas y arqueológicas, o de protección hídrica; y que se respetará el derecho a la consulta previa libre en los pueblos indígenas. Mediante Decreto 468, el presidente de la República dispone que no ejercerá la atribución excepcional para solicitar industrias extractivistas en zonas protegidas.
- Se elaborará un proyecto de ley reformatoria al artículo 66 de la Ley de Organización de la Circunscripción Territorial Amazónica.
- El gobierno destacó que en atención a los pedidos del movimiento indígena, se han emitido ya:
  - Decreto 452 que dispone a gobernadores intensificar operativos y mecanismos de control para prevenir procesos especulativos, que elevan precios.
  - Decreto 454, que dispone declara en emergencia el sector salud.
  - Decreto 456, que plantea políticas públicas compensatorias para el sector rural y urbano, como el aumento del bono de desarrollo humano a USD $55, o el incremento del presupuesto a la educación intercultural bilingûe.
  - Decreto 452, que reduce el precio del diésel y de la gasolina regular en diez centavos.
- Asimismo, el régimen se comprometió a derogar el estado de excepción que rige en varias provincias conforme retorne la paz social. Mediante Decreto 469 se derogó el estado de excepción dictado mediante Decreto 463.
- Los comparecientes acordaron instalar una mesa de diálogo con garantes con una metodología para tratar temas pendientes en la agenda de diez pedidos de la Conaie con una duración de 90 días.
- De conformidad con lo estipulado, los movimientos indígenas declararon el cese de las movilizaciones y el retorno a los territorios y suspensión de actos que alteren la paz.

## Consecuencias

### Reacciones en la comunidad internacional
- Las embajadas de Japón, Alemania, Canadá, Francia, Suiza, entre otros países emitieron un comunicado conjunto, en el que expresaban su preocupación por «los continuos disturbios violentos en el país, especialmente porque afectan a los derechos fundamentales de todos los ciudadanos», así mismo, indicaron que reconocían «el derecho de manifestarse pacíficamente» e instaron al diálogo para conseguir la reconciliación y la paz.[241]
- La ONG, Humans Rights International, anunció el retiro de sus funcionarios «luego de que fueran víctimas de Violencia Física, Hurto e intentaran retenerlos ilegalmente»,[242] y ha instado al dirigente Leonidas Iza «al diálogo y al respeto por los Derechos Humanos de quienes no participan de las manifestaciones, la violencia y los actos vandálicos no son muestra de querer buscar una salida a esta crisis» [243]
- En la lectura del Angelus del domingo 26 de junio, el Papa Francisco ha llamado a las partes a abandonar la violencia y buscar el diálogo.[244]

### Consecuencias económicas
- El gobierno ecuatoriano calcula en mil millones de dólares las pérdidas que tuvo la economía por 18 días de paro, a razón de $55 millones por día. De los mil millones, se estima que 750 millones son pérdidas del sector no petrolero y 250 millones son pérdidas del sector petrolero.[245]
- El Municipio de Quito estimó en dos millones de dólares los arreglos por daños al mobiliario urbano.[246]